# Pfarrkirche Kefermarkt

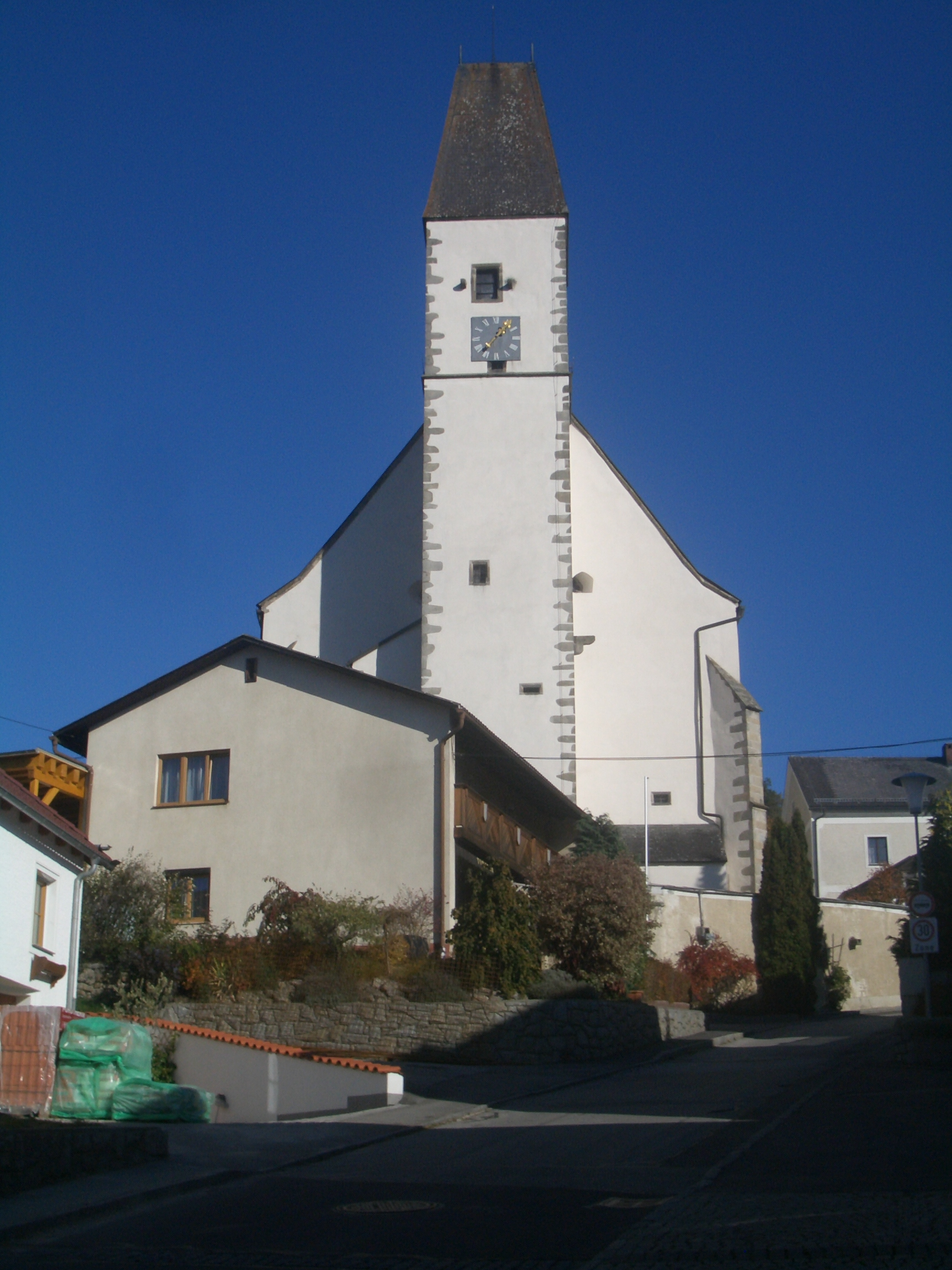
Katholische Pfarrkirche hl. Wolfgang in Kefermarkt

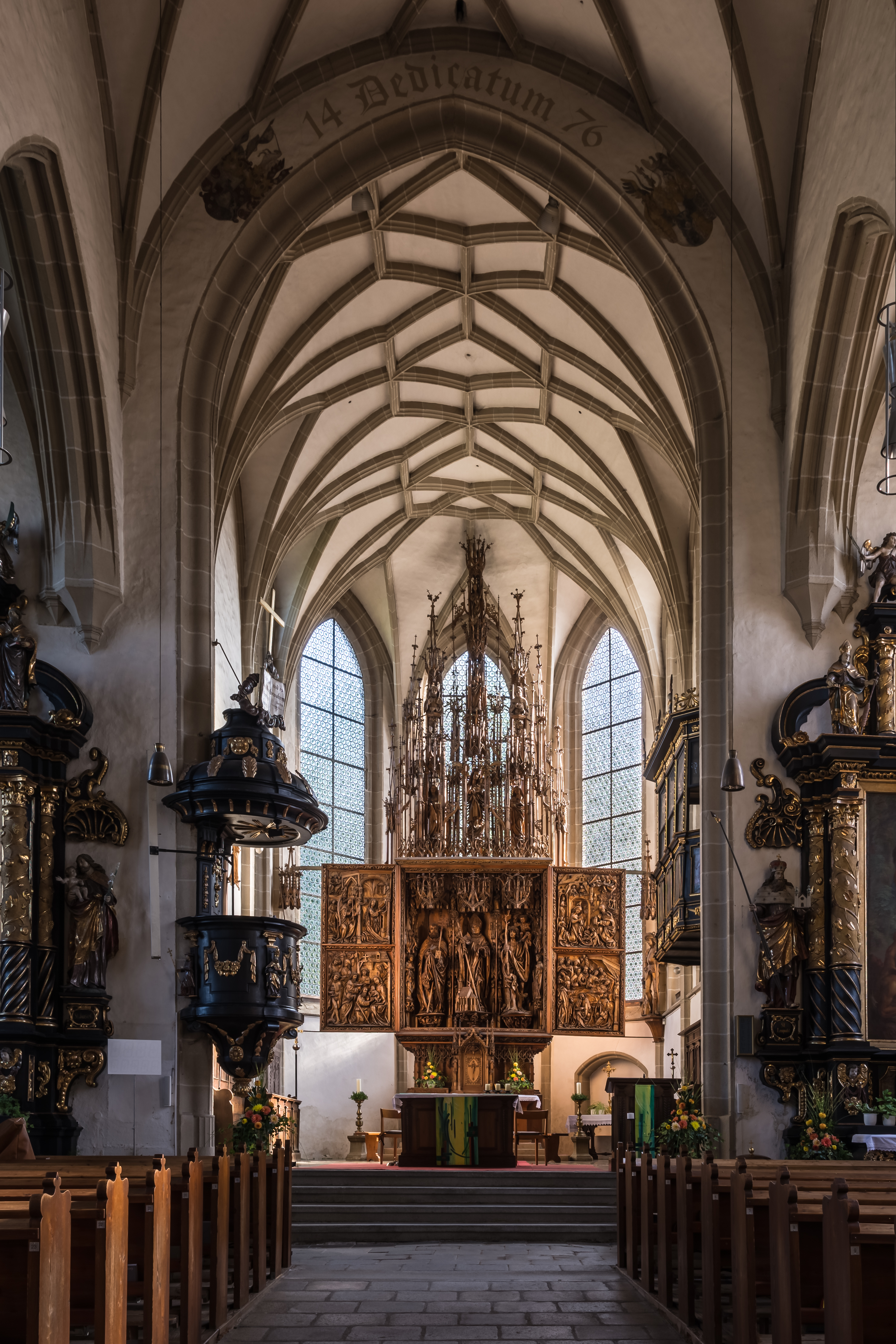
Blick vom Langhaus zum Chor

Die Pfarrkirche Kefermarkt steht leicht erhöht im Ort der Marktgemeinde Kefermarkt im Bezirk Freistadt in Oberösterreich. Die unter dem Patrozinium des Heiligen Wolfgang von Regensburg stehende römisch-katholische Pfarrkirche gehört zum Dekanat Freistadt in der Diözese Linz. Die Kirche mit einem der bedeutendsten spätgotischen Flügelaltar Österreichs (Kefermarkter Flügelaltar) steht unter Denkmalschutz (Listeneintrag).

## Geschichte

### Geschichte der Pfarre
Auf Drängen des Christoph von Zelking wurde urkundlich am 14. September 1480 eine Pfarre unter dem Patronat der Zelkinger gegründet. Der Pfarrer von Lasberg, der bis dahin für Kefermarkt zuständig gewesen war, wurde mit einer jährlichen „Gilte“ von 6 Pfund Pfennig entschädigt, die er von Gütern aus Gallneukirchen und Neumarkt im Mühlkreis erhielt. Als die Pfarre Kefermarkt zum protestantischen Glauben wechselte, wurde 1626 die Pfarre dem Linzer Jesuitenkolleg übergeben. Erst im Jahr 1663 wurde wieder ein eigener Priester beantragt, der ab 1667 regelmäßige Gottesdienste abhielt. 1666 ging das Pfarrrecht wieder an die Herrschaft Weinberg, die inzwischen aber den Thürheimern gehörte.

### Geschichte der Pfarrkirche
Unter Christoph von Zelking wurde die Kirche als Wallfahrtskirche erbaut. Das Langhaus wurde von 1473 bis 1476 errichtet und am 30. Oktober 1476 vom Passauer Weihbischof Albert Schönhofer geweiht. (Dessen Gesichtszüge am Grabstein im Passauer Dom gleichen frappant dem Gesicht des heiligen Wolfgang im Flügelaltar.) Der Chor entstand ab 1490/1491 und wurde vor 1500 vollendet. Die Aufstellung des kostbaren Hochaltares erfolgte erst nach dem Tod des Stifters Christoph von Zelking, wahrscheinlich 1497. Die Sakristei entstand Ende des 15. Jahrhunderts, das Oratorium darüber wurde Ende des 18. Jahrhunderts aufgestockt. 1752 erfolgte eine statische Sanierung des Gewölbes und des Dachstuhles, dabei wurden die Strebepfeiler des Langhauses mit Mauerbögen verbunden.
Am 4. November 1929 wurde dem Holzwurm, der das Inventar mitsamt dem wertvollen Flügelaltar zu vernichten drohte, mit einer groß angelegten Begasung zu Leibe gerückt. In die hermetisch abgedichtete Kirche, die auch mit allerlei alten Truhen, Uhren und Hausrat der Marktbewohner und Statuen aus der Dorfkapelle Elz angefüllt worden war, wurden insgesamt 75 Kilogramm Giftgas eingebracht, das acht Tage im Gebäudeinneren verblieb. Als nach der Entgasung eine Henne, die man eine Zeitlang im Kircheninneren herumspazieren ließ, wieder heil aus dem Gebäude kam, wurde Entwarnung gegeben. Der Gasgeruch war allerdings noch mehrere Wochen lang deutlich wahrnehmbar.
Außenrestaurierungen erfolgten 1959, 1970er Jahre, Innenrestaurierungen waren 1929/30, 1935, 1959, 1982.

## Architektur

### Gebäude

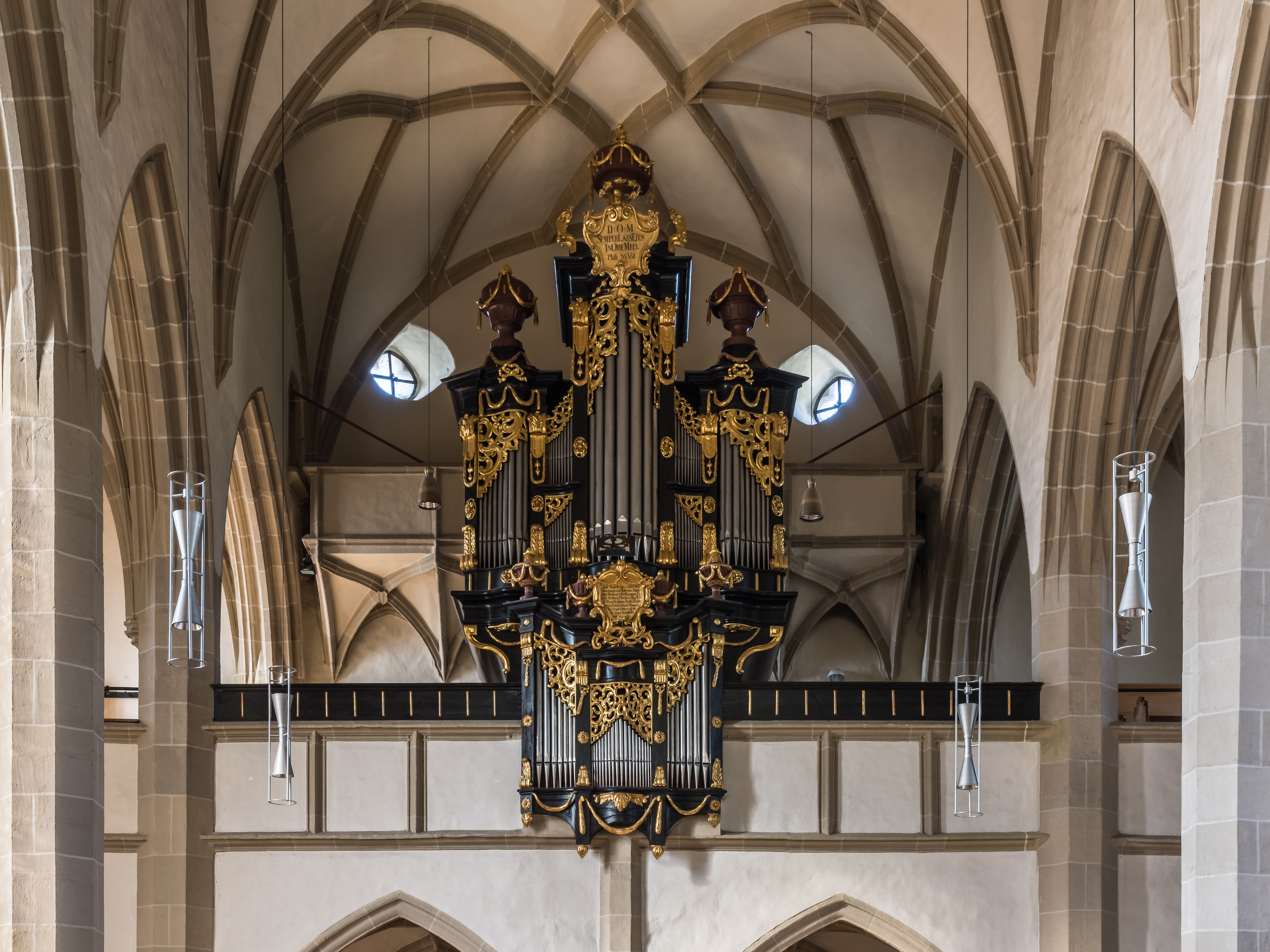
Blick vom Langhaus zur Empore mit der Orgel

Die bemerkenswerte spätgotische Hallenkirche hat eine hohe Qualität in der Ausformung der Architektur und der Details. Das Langhaus als hohe dreischiffige fünfjochige Staffelhalle hat Netzrippengewölbe über oktogonalen Pfeilern und Konsolen. Das Mittelschiff ist breiter als die Seitenschiffe. In den Seitenschiffen wirken die jochweise stark gebusten Gewölbe der Verschleifung der Netzrippenformation entgegen. In den Außenwänden befinden sich hohe dreibahnige Maßwerkfenster, im Westjoch zwei niedrige übereinander. Am spitzbogigen Triumphbogen ist die Inschrift „14 Dedicatum 76“ aufgemalt, die sich auf das Weihejahr 1476 bezieht. Der zweijochige Chor mit einem Fünfachtelschluss hat ein geometrisierendes Netzrippengewölbe über polygonalen gekehlten Wanddiensten. Die Maßwerke der Chorfenster wurden 1795 bei einer Renovierung (1788 bis 1798) entfernt.
Die vierschiffige, einjochige Westempore besitzt eine steinerne Kassettenbrüstung und eine Sternrippenunterwölbung, im Nordjoch mit geometrisierenden Netzrippen.
Zwei spätgotische Schulterbogenportale im Norden und Süden ermöglichen den Zutritt zur Kirche. Das südliche Portal verfügt über ein barockes Holztor aus dem 17. Jahrhundert mit Originalbeschlägen, Griffen in Delphinform und Zugringen.
Der Turm ist mittig der Westfront vorgesetzt. 
Im südlichen Chorwinkel steht die Sakristei mit Oratorium. In der nördlichen Chorecke steht ein abgestufter Kanzelaufgang mit einer Wendeltreppe.

### Gruftkapelle
Im nördlichen Emporenjoch befindet sich die ehemalige Gruftkapelle der Familie Zelking. Die Wandmalereien um 1520 wurden erst 1930 wiederentdeckt und 1935 freigelegt. Im Gewölbe sind die 4 Evangelisten und zwischen den spitz zulaufenden Rippen die 12 Apostel zu sehen. An der Westmauer ist eine Grabplatte aus Rotmarmor mit der Relieffigur des Veit von Zelking († 1557) in Rüstung angebracht. Für die Aufstellung des prächtigen, schmiedeeisernen Gitters (stilistisch um 1620 in Renaissance-Formen) erhielt der Linzer Schlossermeister Martin Albrecht 1676 etwas über 253 Gulden. Der untere Teil des Eisengitters ist einfach gehalten, der mittelhohe Teil besteht aus Blattranken-Ornamenten, den oberen Abschluss des Gitters bilden 10 gotisierende Spindelblumen. Dieses 1100 kg schwere Kapellengitter und der doppelseitige Kreuzaltar (siehe unten) gehörten ursprünglich zu einer Thürheimer Gruftkapelle im südlichen Emporenjoch neben dem Haupteingang und wurden erst 1982 in die Zelkinger Gruftkapelle versetzt.

### Grüfte
Bei der Innenrenovierung 1930, die der Wurmvergasung 1929 folgte, wurden beide Grüfte geöffnet, zu denen gut erhaltene Steinstufen hinunterführen. In der Zelkinger Gruft auf der Nordseite befanden sich etwa 12 beschädigte Särge. In der Thürheimer Gruft auf der Südseite wurden 17, teils übereinander gestapelte, gut erhaltene Särge aus Holz, Blech und Kupfer aufgefunden.

## Ausstattung

### Einrichtung
Der mit Abstand berühmteste Einrichtungsgegenstand ist der spätgotische Flügelaltar.
Der ebenfalls spätgotische Taufstein neben dem Nordportal wurde um 1490 aus Granit gehauen und gehört damit zu den ältesten Inventaren der Kirche. 1675 wurde der achteckige Taufstein mit einem mit Knorpelwerk besetzten Deckel versehen und im 18. Jahrhundert mit der Figurengruppe „Taufe Christi“ bekrönt.
Die Pietà aus dem 16. Jahrhundert, die sich neben dem rechten Seitenaltar (Sebastiani-Altar) befindet, stand ursprünglich in einer Mauernische im Schloss Weinberg. Landeshauptmann Christoph Wilhelm II. von Thürheim schenkte dieses Kunstwerk 1795 der Ortschaft Elz für die neuerbaute Kapelle. 
Zur Gasbehandlung im Jahr 1929 wurde auch die Pietà von Elz in die Kefermarkter Kirche gebracht und dann dort belassen. Elz bekam für die Kapelle eine kleinere Kopie.
Aus der Zeit der Barockisierung der Kirche im 17. und 18. Jahrhundert stammen noch die folgenden wertvollen Objekte:
- Am Sebastian-Altar ist ein Gemälde des Rubens-Schülers Erasmus Quellinus II. aus dem Jahr 1671 zu sehen.[3]
- Das Gemälde „Mariä Himmelfahrt“ am Marienaltar schuf im Jahr 1728 der bereits 70-jährige Martino Altomonte,[4] der hauptsächlich in Warschau, Wien und Heiligenkreuz wirkte.
- Der doppelseitige Kreuzaltar unterhalb der Orgelempore wurde um 1680 ursprünglich über der Thürheimer Gruft aufgerichtet. Die zweiseitige barocke Kreuzigungsgruppe wird von einem Baldachin in Form einer Krone überdacht, die von sechs umrankten Säulen getragen wird und von zwei Engeln flankiert ist. Das auf dem Altartisch befindliche „türkische oder griechische“ Frauenbildnis hatte Gottfried von Kuefstein 1688 aus dem Großen Türkenkrieg als Beute mitgebracht und seiner Schwester, Gräfin Maria Franziska Michaela von Thürheim, geschenkt, weshalb auch das Doppelwappen Thürheim-Kuefstein darauf angebracht ist. Nach Ausbruch der Pest stellte Landeshauptmann Christoph Wilhelm I. von Thürheim am 20. August 1713 das Bildnis auf den Kreuzaltar.
- Das im Chor befindliche hölzerne Privat-Oratorium für die Herrschaft Thürheim stammt aus dem Jahr 1668. Auf der Brüstung sind zwischen den ionischen Hermenpilastern die Kardinaltugenden abgebildet. Die Fenster wurden Ende des 18. Jahrhunderts eingebaut.
- Die gegenüberliegende Kanzel wurde 1789 von Joseph Deutl aus Linz geschaffen.
- Die 13 Kreuzwegbilder stammen aus dem Jahr 1746.
- Ein Opferstock ist mit der Jahreszahl 1682 bezeichnet.
- In der Sakristei befindet sich die Figurengruppe „Engelsturz“, die um 1725 in der Werkstatt des Marian Rittinger geschaffen wurde, in einer Buchsbaumholz-Vitrine aus derselben Zeit.

### Orgel
Die Orgel wurde 1778 vom Freistädter Orgelbauer Franz Lorenz Richter mit 2 Manualen, 16 Registern und 903 Pfeifen errichtet. Sie kostete damals 1420 Gulden.
Die Orgel wurde in den Jahren 1963 und 2000 restauriert.

### Glocken
Sowohl im Ersten als auch im Zweiten Weltkrieg durften die meisten Pfarren nur die kleinste Glocke behalten, in Kefermarkt war es allerdings umgekehrt. Die großen Glocken konnten wegen ihres Alters und kunsthistorischen Wertes gerettet werden, nur das kleine Sterbeglöckchen fiel der Glockenablieferung zum Opfer.
Zur Pfarrkirche gehören somit vier Glocken aus dem 16. Jahrhundert, die zu den ältesten und interessantesten in Oberösterreich zählen:
- Die große Glocke wurde um 1516 gegossen, hat einen Durchmesser von 130 cm und wiegt ca. 1350 kg. Sie ist auf den Ton „f“ gestimmt und reich geschmückt mit Reliefs der Heiligen Wolfgang, Virgil von Salzburg, Oswald, Johannes und Anna selbdritt. Außerdem befinden sich 9 Münzabdrücke mit den Wappen der Familien Zelking, Traun und Scherffenberg darauf.
- Die mittlere Glocke mit einem Durchmesser von 95 cm und einem Gewicht von ca. 560 kg ist auf den Ton „b“ gestimmt. Sie wurde ebenfalls um 1516 gestiftet und ist mit den Reliefs eines Taukreuzes und einer Maria im Strahlenkranz versehen.
- Die kleine Glocke stammt aus dem Jahr 1520.
- Die kleinste Glocke erwarb der gebürtige Kefermarkter Florian Oberchristl im Jahr 1931 von der Glockengießerei St. Florian. Diese Glocke (Durchmesser 45 cm, 56 kg) wurde 1543 in Venedig gegossen, im Ersten Weltkrieg dem Staat abgeliefert, entging in Wien als auch später in St. Florian der Einschmelzung und gelangte schließlich nach Kefermarkt. Es ist die einzige Glocke in Oberösterreich, die in Italien gegossen wurde.[6] Die Glocke ist mit „J. D P“ nach der traditionellen venezianischen Glockengießerfamilie De Polis bezeichnet.

## Friedhof
Der Friedhof lag ursprünglich direkt rund um die Pfarrkirche. Die Kirchenstiege, die vom Oberen Markt zur Kirche führt (und früher zum Friedhof rund um die Kirche führte), wurde im Jahr 1729 errichtet. Die zwei steinernen Totenköpfe auf den Pfeilern des Portals erinnern an die ursprüngliche Bestimmung des Areals. Das Gitter stammt vom Kefermarkter Schlosser Adam Walch, der auch den „Beinbrecher“ anfertigte, ein grobmaschiges Eisengitter, das Hunden und anderen Tieren das Betreten des Friedhofes verunmöglichen sollte (heute aber nicht mehr sichtbar ist).
Unter Kaiser Joseph II. wurde 1787 der Friedhof in Hart angelegt. Nachdem der heutige Friedhof, rund 250 Meter westlich der Pfarrkirche, am 14. November 1853 eingeweiht worden war, wurden die beiden alten Friedhöfe an der Kirche und in Hart im Jahr 1857 aufgelassen.

## Varia
- Im Jahr 1731 stahlen Diebe den Inhalt der drei Opferstöcke.[10]
- Im Oktober 1923 wurde die Statue des heiligen Laurentius aus der Kirche gestohlen. Die Statue wurde kurz darauf in Salzburg bei einem Antiquitätenhändler entdeckt und zurückgebracht, und der Täter konnte im November 1923 in Innsbruck verhaftet werden.[11]